# Хиггс, Реймонд
Реймонд Юджин Хиггс (англ. Raymond Eugene Higgs; род. 24 января 1991, Фрипорт) — багамский легкоатлет, специалист по прыжкам в длину и высоту. Выступал на профессиональном уровне в 2005—2016 годах, победитель и призёр ряда крупных международных турниров, многократный чемпион Багамских Островов, участник летних Олимпийских игр в Лондоне.

## Биография
Реймонд Хиггс родился 24 января 1991 года во Фрипорте, Багамские Острова.
Занимался лёгкой атлетикой во время учёбы в Университете Арканзаса, в составе университетской легкоатлетической команды «Арканзас Рейзорбэкс» успешно выступал на различных студенческих соревнованиях в США.
Первого серьёзного успеха на международном уровне добился в сезоне 2005 года, когда вошёл в состав багамской сборной и выступил на CARIFTA Games в Баколете, где среди юношей превзошёл всех соперников в прыжках в высоту.
В 2006 году на CARIFTA Games в Лез-Абиме был лучшим в прыжках в высоту и третьим в прыжках в длину. На юношеском первенстве Центральной Америки и Карибского бассейна в Порт-оф-Спейн выиграл прыжки в высоту и стал серебряным призёром в тройных прыжках.
На CARIFTA Games 2007 года в Провиденсьялесе трижды поднимался на пьедестал почёта: победил в прыжках в высоту и тройных прыжках, взял бронзу в прыжках в длину. На юношеском мировом первенстве в Остраве не смог взять ни одной высоты.
В 2008 году в зачёте прыжков в высоту одержал победу на CARIFTA Games в Бастере, с личным рекордом 2,21 победил на чемпионате Багамских Островов в Нассау, был восьмым на юниорском мировом первенстве в Быдгоще.
На CARIFTA Games 2009 года во Вьё-Форе завоевал золотую и серебряную награды в прыжках в высоту и длину соответственно. В прыжках в высоту закрыл десятку сильнейших на центральноамериканском и карибском чемпионате в Гаване, был девятым на юниорском панамериканском первенстве в Порт-оф-Спейн.
В 2010 году на юниорском первенстве Центральной Америки и Карибского бассейна в Санто-Доминго получил серебро в прыжках в высоту и взял бронзу в прыжках в длину. В тех же дисциплинах соревновался на юниорском мировом первенстве в Монктоне.
На центральноамериканском и карибском чемпионате 2011 года в Маягуэсе стал бронзовым призёром в зачёте прыжков в длину. На чемпионате мира в Тэгу в финал не вышел. На турнире в американском Атенсе установил личный рекорд в данной дисциплине — 8,15 метра.
Выполнив олимпийский квалификационный норматив (8,10), в 2012 году удостоился права защищать честь страны на летних Олимпийских играх в Лондоне — на предварительном квалификационном этапе прыгнул на 7,76 метра, чего оказалось недостаточно для выхода в финал.
В 2014 году представлял Багамские Острова в прыжках в длину на Играх Содружества в Глазго, стал шестым на Панамериканском спортивном фестивале в Мехико и четвёртым на Центральноамериканских и Карибских играх в Веракрусе.
Завершил спортивную карьеру по окончании сезона 2016 года.